# Gorgonocephalidae
Los gorgonocefálidos (Gorgonocephalidae) son una familia de ofiuroideos del orden Euryalida. Tienen unos característicos brazos muy ramificados. 

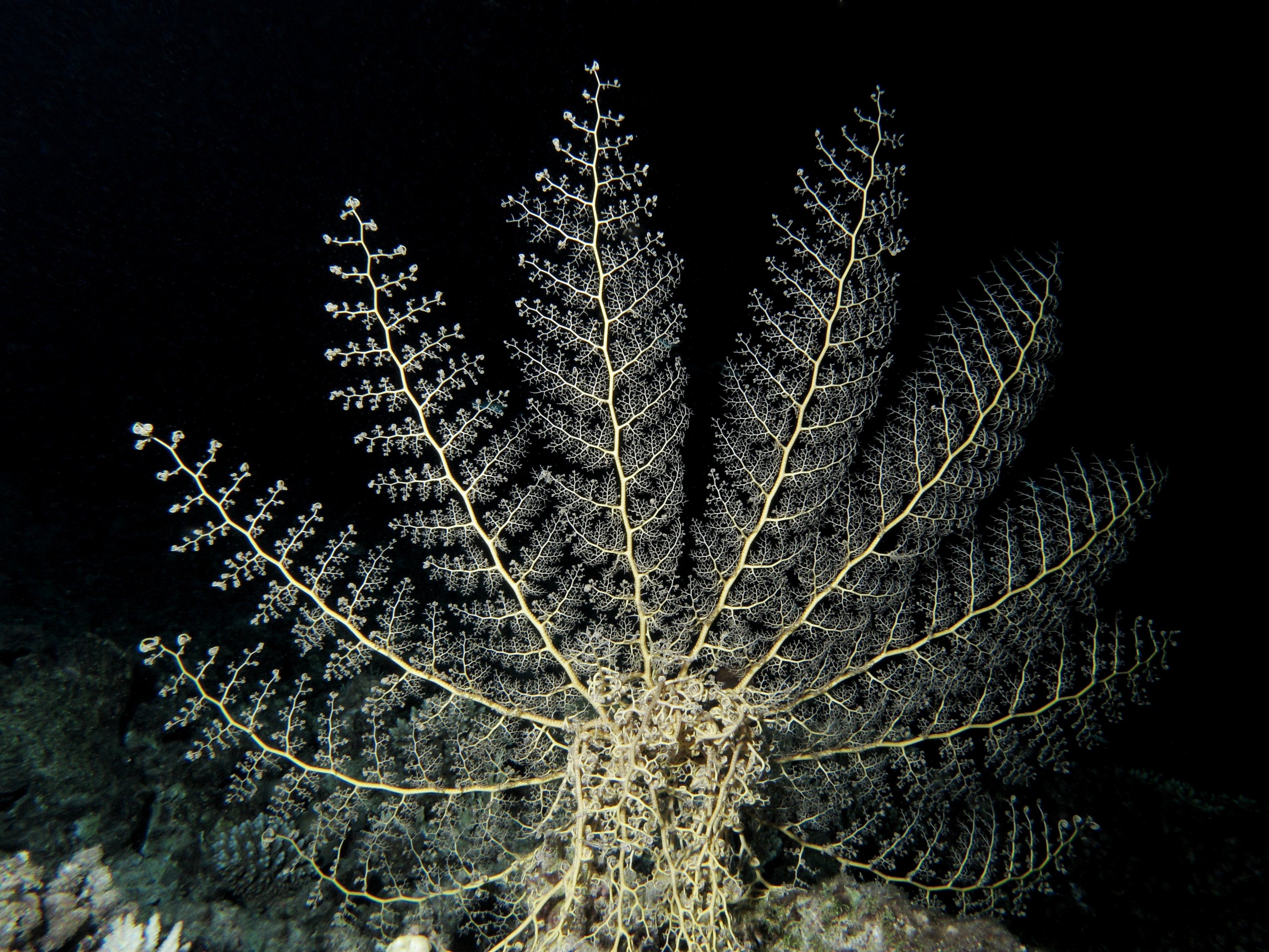
Brazos de Astroboa nuda

Los gorgonocefálidos son los mayores ofiuroideos (Gorgonocephalus stimpsoni puede tener brazos de hasta 70 cm de largo con un diámetro de disco de 14 cm).

## Sistemática y filogenia
La familia Gorgonocephalidae incluye los siguientes géneros:
| - Asteroporpa Örsted & Lütken in: Lütken, 1856 - Astracme Döderlein, 1927 - Astroboa Döderlein, 1911 - Astrocaneum Döderlein, 1911 - Astrochalcis Koehler, 1905 - Astrochele Verrill, 1878 - Astrochlamys Koehler, 1912 - Astrocladus Verrill, 1899 - Astroclon Lyman, 1879 - Astrocnida Lyman, 1872 - Astrocrius Döderlein, 1927 - Astrocyclus Döderlein, 1927 - Astrodendrum Döderlein, 1911 - Astrodictyum Döderlein, 1927 - Astroglymma Döderlein, 1927 - Astrogomphus Lyman, 1870 - Astrogordius Döderlein, 1911 - Astrohamma Döderlein, 1930 - Astrohelix Döderlein, 1930 | - Astroniwa McKnight, 2000 - Astrophyton Fleming, 1828 - Astroplegma Döderlein, 1927 - Astrosierra Baker, 1980 - Astrospartus Döderlein, 1911 - Astrothamnus Matsumoto, 1915 - Astrothorax Döderlein, 1911 - Astrothrombus H.L. Clark, 1909 - Astrotoma Lyman, 1875 - Astrozona Döderlein, 1930 - Conocladus H.L. Clark, 1909 - Gorgonocephalus Leach, 1815 - Ophiocrene Bell, 1894 - Ophiozeta Koehler, 1930 - Schizostella A.H. Clark, 1952 |

El registro fósil de los Gorgonocephalidae data del Mioceno.